# Macrotarsomys ingens
Il topo maggiore dai grandi piedi  (Macrotarsomys ingens (Petter, 1959)) è un roditore della famiglia dei Nesomidi, endemico del Madagascar.

## Descrizione
È un topo di medie dimensioni, con grandi orecchie, lunghe zampe posteriori  e una lunghissima coda che termina con un ciuffo. La lunghezza del corpo e della testa è circa 120 mm, mentre la coda è lunga 210 mm. Il colore è bruno nella parte dorsale e biancastro sul lato ventrale.

## Distribuzione e habitat
L'unica popolazione nota abita la foresta decidua secca di Ankarafantsika, nel Madagascar nordoccidentale.

## Biologia
Ha abitudini notturne. Durante il giorno si rifugia in tane sotterranee, mentre la notte conduce vita arboricola.

## Status e conservazione
La Zoological Society of London, in base a criteri di unicità evolutiva e di esiguità della popolazione, considera Macrotarsomys ingens una delle 100 specie di mammiferi a maggiore rischio di estinzione.